# William Eagle Clarke
Pour les articles homonymes, voir Clarke et William Clarke.
William Eagle Clarke est un ornithologue britannique, né le 16 mars 1853 à Leeds et mort le 10 mai 1938.

## Biographie
Il fait ses études à Leeds et devient ingénieur civil. Passionné par l’histoire naturelle, il devient conservateur du muséum de Leeds en 1884 avant d’entrer au département d’histoire naturelle du Musée royal d'Écosse en 1888, il y occupe le poste de conservateur de 1906 à 1921.
Il fait notamment paraître The Birds of Yorkshire (1907), Bartholomew's Atlas of Zoogeography (1911) et Studies in Bird Migration (1912).

## Source
- (en) Cet article est partiellement ou en totalité issu de l’article de Wikipédia en anglais intitulé « William Eagle Clarke » (voir la liste des auteurs).